# Bàn Carrel

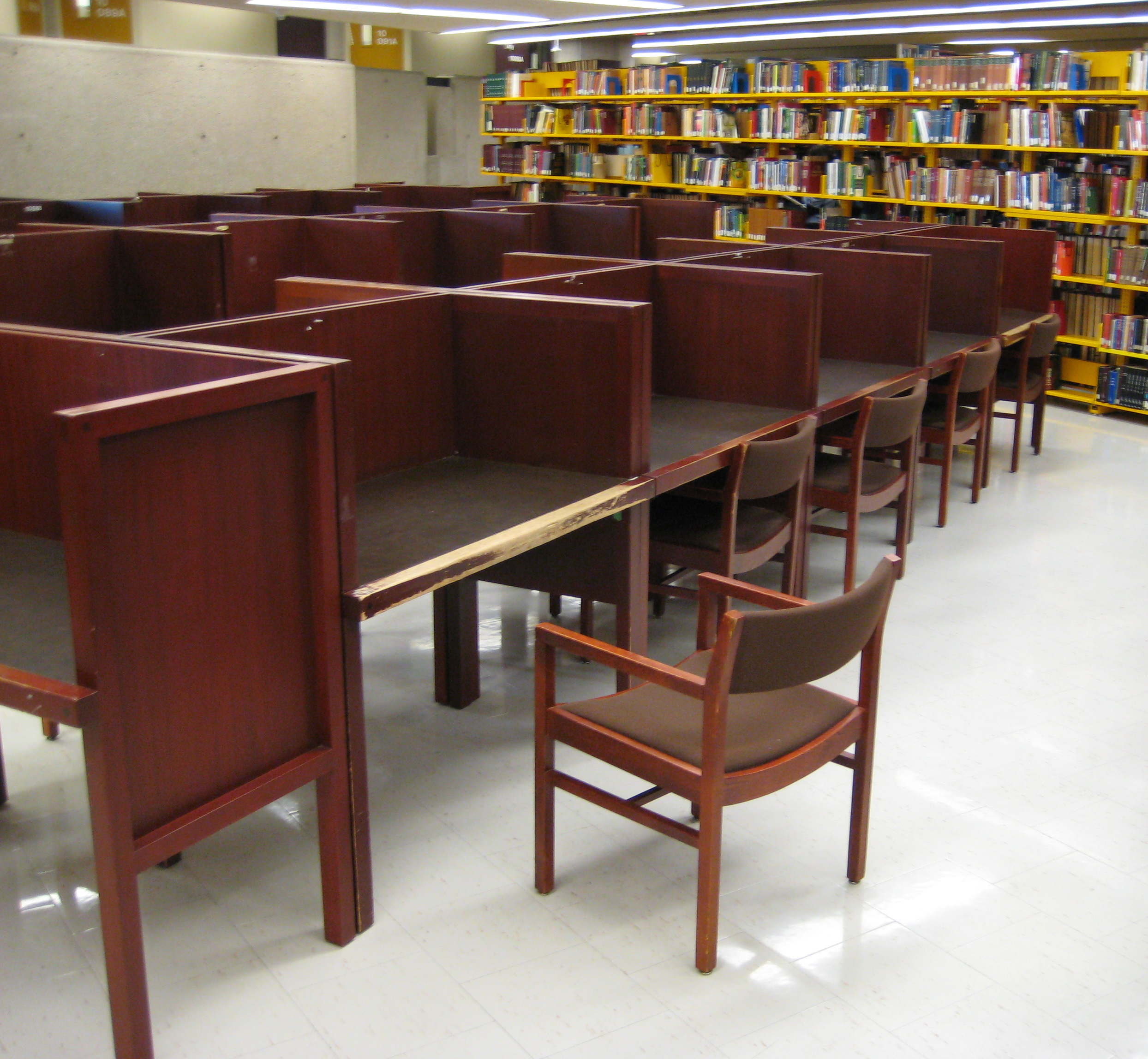
Một số bàn carrel tại thư viện Robarts ở Đại học Toronto.

Bàn Carrel là một bàn nhỏ dùng để đọc sách (thông thường tại thư viện các trường đại học, cao đẳng) với ba mặt có tầm nhìn ngăn cách với xung quanh. Bàn Carrel là tổ tiên của bàn cubicle.

## Mô tả
Bàn Carrel được sử dụng trong thư viện trường cao đẳng hoặc cao đẳng. 
Hầu hết bàn carrel có dạng hình chữ nhật. Ở khu vực chính của bàn thường là kệ sách. Đôi khi ghế ngồi được gắn kèm theo bàn. Không giống như bàn cubicle, bàn carrel thường không có ngăn kéo và các tiện ích khác. Từ nửa sau thập niên 90, một số bàn carrel cung cấp nguồn điện AC và Ethernet dành cho sinh viên dùng laptop. Bàn có nguồn gốc từ các tu viện để giúp ngăn tạp âm từ trong phòng nhiều các tu sĩ đang đọc kinh thánh.